# كياو زيار وين
كياو زيار وين (بالبورمية: ကျော်ဇေယျာဝင်း) هو لاعب كرة قدم ميانماري في مركز الوسط، ولد في 2 مايو 1991 في ميانمار. شارك مع منتخب ميانمار تحت 23 سنة لكرة القدم ومنتخب ميانمار لكرة القدم. أما مع النوادي، فقد لعب مع نادي آياياوادي يونايتد.

## وصلات خارجية
- كياو زيار وين على موقع قاعدة بيانات كرة القدم.إي يو (الإنجليزية)
- كياو زيار وين على موقع ناشيونال فوتبول تيمز (الإنجليزية)
- كياو زيار وين على موقع Soccerway.com (الإنجليزية)